# Alberto G. Rómulo
Alberto Rómulo y Gatmaitán (n. Camiling; 7 de agosto de 1933) es un político e hispanista de Filipinas, ministro de Finanzas y senador entre los años de 1987 y 1998.
Su lengua materna es el español y es miembro de la Academia Filipina de la Lengua Española.

## Biografía
Entre los años 1987 y 1998 fue miembro del senado de su país y es nieto de Carlos P. Romulo y primo de Roberto Romulo, ambos de los cuales fueron ministros de exteriores de Filipinas, cargo que el mismo ocupó entre los años 2004 y 2011.